# Mimeoscopi
El mimeoscopi, era un aparell patentat als anys 1914-16, per l'A.B. Dick Company com mimeoscope, és bàsicament una taula de llum, que disposava d'una retro-il·luminació elèctrica molt potent, amb un vidre a la part superior sobre el que l'artista podia calcar dibuixos per al ciclostil. La diferència més important respecte a una taula de llum és que el mimeoscopi necessita una llum elèctrica molt potent perquè els clixés de mimeograf eren més gruixuts i menys transparent que el paper de calc.